# Campeonato Brasileiro de Futebol de 1968 (Torneio Roberto Gomes Pedrosa)
O Campeonato Brasileiro de Futebol de 1968, originalmente denominado Taça de Prata pela CBD, e também popularmente conhecido como Torneio Roberto Gomes Pedrosa, foi a 13.ª edição do Campeonato Brasileiro e foi vencido pelo Santos, conquistando assim o seu sexto título de campeão brasileiro de futebol. Título este que é compartilhado oficialmente pela CBF com o Botafogo, vencedor da Taça Brasil de 1968.
Desta vez, a Confederação Brasileira de Desportos (CBD, atual CBF) assumiu a organização do torneio, que havia surgido no ano anterior como o resultado da ampliação do Torneio Rio-São Paulo promovido pelas federações Paulista e Carioca e que, devido à entrada de equipes de outros estados, ganhou o apelido de "Robertão". A Taça de Prata de 1968 também marcou a mudança de foco dos clubes, que, antes, tinham como prioridade a Taça Brasil, devido ao sucesso de público e renda do Torneio Roberto Gomes Pedrosa de 1967. Com o anúncio da tutela da CBD, que passaria a organizar o certame como uma das suas competições nacionais, os clubes descobriram um novo campeonato ao qual deram maior prioridade, tanto que a edição de 1968 da Taça Brasil foi esvaziada, com a desistência de alguns clubes importantes. Esse desinteresse gerou atraso na edição de 1968 da Taça Brasil, que se encerraria apenas em outubro de 1969, fato este que acabaria culminando com sua extinção e o fortalecimento da Taça de Prata — esta passaria a determinar os clubes campeões brasileiros de futebol e os representantes da CBD na Taça Libertadores da América. No entanto, por desentendimentos entre as confederações Brasileira (CBD) e Sul-Americana (CONMEBOL), o Brasil terminou não participando da Libertadores de 1969, como protesto da entidade brasileira contra as mudanças das regras da competição.
Se o Torneio Roberto Gomes Pedrosa de 1967 já tinha sido disputado por quinze clubes de cinco estados brasileiros, nessa edição foram dezessete clubes de sete estados. Desta vez, foram convidados clubes do Nordeste: o Esporte Clube Bahia, da Bahia, e o Náutico, de Pernambuco. Além disso, foi mudado o representante do Paraná, que passou a ser o Atlético Paranaense cuja escolha ocorreu por meio da disputa do Torneio Jofre Cabral e Silva e não o campeão Estadual de 1967 que havia sido o Água Verde (assim como no Roberto Gomes Pedrosa de 1967 participou o campeão de 1966, o Ferroviário) e nem o campeão de 1968, que foi o Coritiba mas que foi conhecido pouco depois do começo da disputa, o Torneio triangular reunia os três maiores clubes de Curitiba e o Atlético se sagrou campeão.[carece de fontes?]
Palmeiras e Internacional foram, pela segunda vez consecutiva, ao quadrangular final, mas agora com a companhia de Santos e Vasco da Gama. O título do Santos veio na última rodada da fase final, ao enfrentar o Vasco da Gama no Rio de Janeiro, em 10 de dezembro, jogando pelo empate. O Vasco precisava ganhar por quatro gols de diferença para ultrapassar o Santos pelo primeiro critério de desempate, o saldo de gols. Se o clube carioca vencesse pelo escore mínimo, poderia dar o título ao Palmeiras, desde que este, na mesma noite, vencesse o Internacional em Porto Alegre por uma vantagem de quatro gols. Mas o Santos de Pelé ganhou por 2 a 1, garantindo o título, e o Internacional venceu o Palmeiras por 3 a 0, tornando-se novamente vice-campeão.
Em 2010 o torneio foi reconhecido pela CBF como um dos dois Campeonatos Brasileiros de Futebol de 1968, atribuindo o título de campeão brasileiro ao Santos, exatamente como fazia em seus boletins oficiais entre 1971 e 1975, excluindo esta informação a partir do boletim de 1976.

## Participantes
| Equipe              | Cidade         | Estado | Título(s)                        |
| ------------------- | -------------- | ------ | -------------------------------- |
| Atlético Mineiro    | Belo Horizonte | MG     | 1 (1937)                         |
| Atlético Paranaense | Curitiba       | PR     | 0 (não possui)                   |
| Bahia               | Salvador       | BA     | 1 (1959)                         |
| Bangu               | Rio de Janeiro | GB     | 0 (não possui)                   |
| Botafogo            | Rio de Janeiro | GB     | 0 (não possui)                   |
| Corinthians         | São Paulo      | SP     | 0 (não possui)                   |
| Cruzeiro            | Belo Horizonte | MG     | 1 (1966)                         |
| Flamengo            | Rio de Janeiro | GB     | 0 (não possui)                   |
| Fluminense          | Rio de Janeiro | GB     | 0 (não possui)                   |
| Grêmio              | Porto Alegre   | RS     | 0 (não possui)                   |
| Internacional       | Porto Alegre   | RS     | 0 (não possui)                   |
| Náutico             | Recife         | PE     | 0 (não possui)                   |
| Palmeiras           | São Paulo      | SP     | 3 (1960, 1967[RGP], 1967[TB])    |
| Portuguesa          | São Paulo      | SP     | 0 (não possui)                   |
| Santos              | Santos         | SP     | 5 (1961, 1962, 1963, 1964, 1965) |
| São Paulo           | São Paulo      | SP     | 0 (não possui)                   |
| Vasco da Gama       | Rio de Janeiro | GB     | 0 (não possui)                   |

Notas
- RGP. ^ Em 1967 e 1968, foram realizados dois Campeonatos Brasileiros. Esta colocação refere-se ao torneio denominado na época de Torneio Roberto Gomes Pedrosa.
- TB. ^ Em 1967 e 1968, foram realizados dois Campeonatos Brasileiros. Esta colocação refere-se ao torneio denominado na época de Taça Brasil.

## Fórmula de disputa

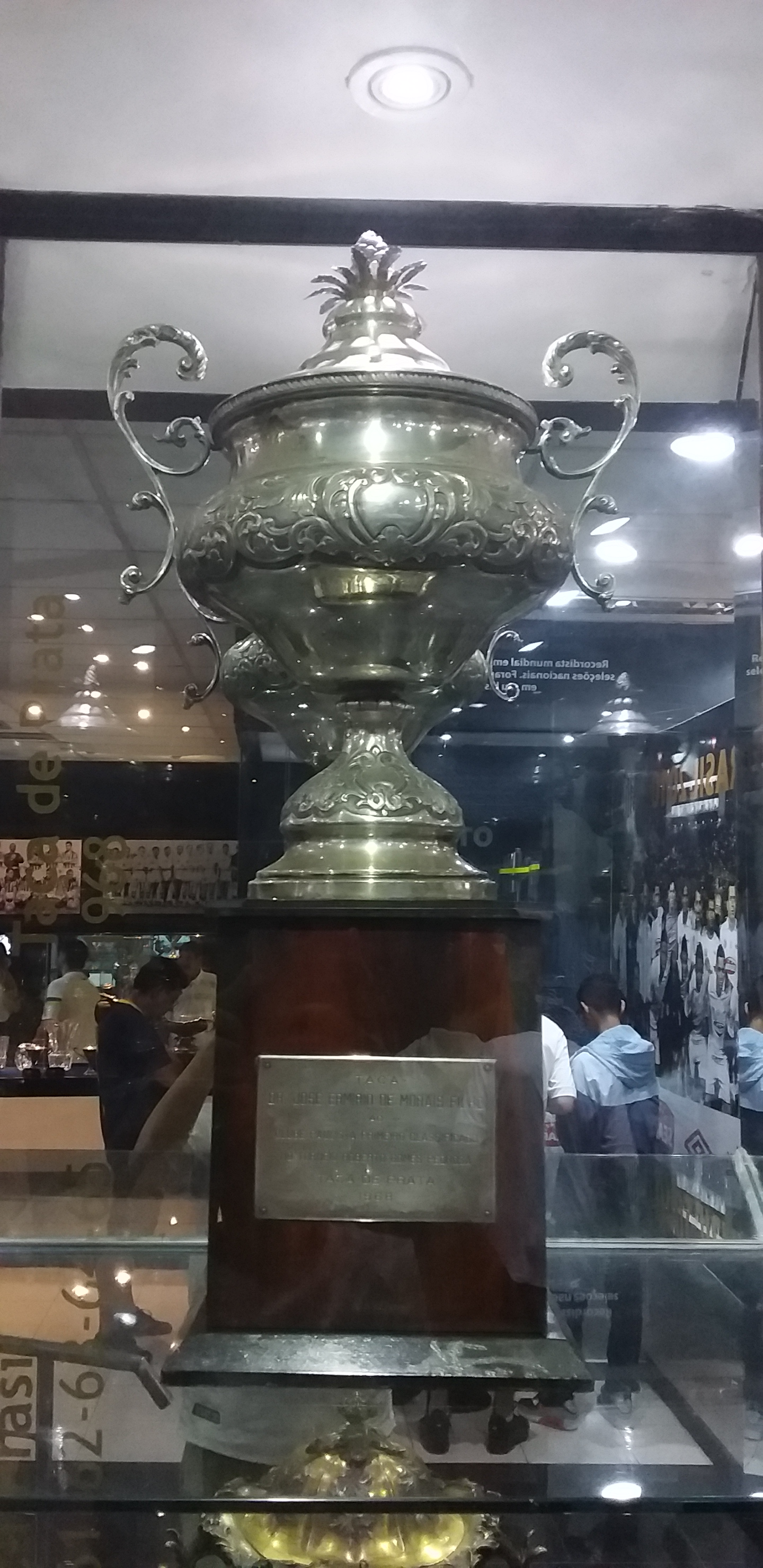
A Taça de Prata de 1968 dada ao campeão do torneio.

Primeira fase: os dezessete participantes jogaram todos contra todos, em turno único, mas divididos em dois grupos (um com oito clubes e outro com nove), para efeito de classificação. Classificaram-se os dois primeiros de cada grupo para a fase final.
Fase final: os quatro clubes classificados jogaram todos contra todos, em turno único. O clube com maior número de pontos nesta fase foi o campeão.
Critérios de desempate: saldo de gols, goal-average e sorteio.

## Classificação da primeira fase

### Grupo A
| Pos | Equipes       | Pts | J  | V  | E | D  | GP | GC | SG  |
| --- | ------------- | --- | -- | -- | - | -- | -- | -- | --- |
| 1º  | Palmeiras     | 24  | 16 | 9  | 6 | 1  | 24 | 9  | 15  |
| 2º  | Internacional | 20  | 16 | 7  | 6 | 3  | 20 | 15 | 5   |
| 3º  | Corinthians   | 20  | 16 | 10 | 0 | 6  | 23 | 20 | 3   |
| 4º  | Cruzeiro      | 17  | 16 | 6  | 5 | 5  | 22 | 18 | 4   |
| 5º  | Atlético/PR   | 17  | 16 | 6  | 5 | 5  | 28 | 25 | 3   |
| 6º  | Bangu         | 14  | 16 | 3  | 8 | 5  | 12 | 17 | -5  |
| 7º  | Botafogo      | 13  | 16 | 4  | 5 | 7  | 17 | 22 | -5  |
| 8º  | Flamengo      | 11  | 16 | 2  | 7 | 7  | 10 | 21 | -11 |
| 9º  | Náutico       | 8   | 16 | 2  | 4 | 10 | 12 | 25 | -13 |

|  |                                            |
|  | Zona de classificação para a próxima fase. |

### Grupo B
| Pos | Equipes     | Pts | J  | V | E | D  | GP | GC | SG  |
| --- | ----------- | --- | -- | - | - | -- | -- | -- | --- |
| 1º  | Santos      | 22  | 16 | 9 | 4 | 3  | 37 | 18 | 19  |
| 2º  | Vasco       | 20  | 16 | 9 | 2 | 5  | 27 | 22 | 5   |
| 3º  | Grêmio      | 19  | 16 | 6 | 7 | 3  | 17 | 11 | 6   |
| 4º  | Atlético/MG | 19  | 16 | 7 | 5 | 4  | 18 | 15 | 3   |
| 5º  | São Paulo   | 14  | 16 | 4 | 6 | 6  | 23 | 24 | -1  |
| 6º  | Fluminense  | 13  | 16 | 6 | 1 | 9  | 19 | 23 | -4  |
| 7º  | Portuguesa  | 11  | 16 | 3 | 5 | 8  | 18 | 29 | -11 |
| 8º  | Bahia       | 10  | 16 | 4 | 2 | 10 | 14 | 27 | -13 |

|  |                                            |
|  | Zona de classificação para a próxima fase. |

## Fase final
Ao contrário do ano anterior, a fase final foi disputada em turno único. Apesar de os dois clubes paulistas classificados terem terminado em primeiro lugar de seus grupos, a tabela previa que ambos fariam duas partidas fora de casa e apenas uma em casa. O Santos, inclusive, seria o mandante apenas no clássico contra o Palmeiras, tendo de viajar ao Rio de Janeiro e a Porto Alegre para os demais jogos.
Mas foi a diretoria do Palmeiras que chegou a desistir da competição, sendo convencida de não fazê-lo apenas após a intervenção da Federação Paulista de Futebol. "Decidira a Sociedade Esportiva Palmeiras, face à ausência de critério com que foi elaborada a tabela e a ordem de locais do turno final do Torneio 'Roberto Gomes Pedrosa', abandonar a disputa da competição", divulgou a diretoria do clube, em nota oficial. "Principalmente, tinha em mente a Sociedade Esportiva Palmeiras o fato de que aqueles critérios prejudicavam, notoriamente, os interesses das duas associações de São Paulo, que adquiriram, como campeãs de suas respectivas séries, o direito de passagem ao turno final. […] Diante da intransigência manifestada, a Sociedade Esportiva Palmeiras decidira manter a sua decisão de abandonar a competição. Contudo, atendendo a um apelo da presidência da Federação Paulista de Futebol e, considerando que o esporte de São Paulo, bem como o público paulista e, mais particularmente, a coletividade palmeirense mereciam uma atenção especial, ainda que com o sacrifício que o atendimento à tabela representa, a Sociedade Esportiva Palmeiras deliberou prosseguir na competição, numa demonstração do elevado espírito de esportividade que é a sua tradição mais cara e numa demonstração de respeito ao público e ao futebol de São Paulo."

### Jogos
- 04/12 em São Paulo: Palmeiras 3 a 0 Vasco
- 04/12 em Porto Alegre: Internacional 1 a 2 Santos
- 08/12 no Rio: Vasco 3 a 2 Internacional
- 08/12 em São Paulo: Santos 3 a 0 Palmeiras
- 10/12 no Rio: Vasco 1 a 2 Santos
- 10/12 em Porto Alegre: Internacional 3 a 0 Palmeiras

## Classificação do quadrangular final
| Pos | Equipes       | Pts | J | V | E | D | GP | GC | SG |
| --- | ------------- | --- | - | - | - | - | -- | -- | -- |
| 1º  | Santos        | 6   | 3 | 3 | 0 | 0 | 7  | 2  | 5  |
| 2º  | Internacional | 2   | 3 | 1 | 0 | 2 | 6  | 5  | 1  |
| 3º  | Vasco         | 2   | 3 | 1 | 0 | 2 | 4  | 7  | -3 |
| 4º  | Palmeiras     | 2   | 3 | 1 | 0 | 2 | 3  | 6  | -3 |

## Premiação
| Campeonato Brasileiro de 1968 (Taça de Prata) |
| --------------------------------------------- |
| Santos Futebol Clube (6º título)              |

## Classificação final
| Pos | Equipes          | Pts | J  | V  | E | D  | GP | GC | SG  | Classificação               |
| --- | ---------------- | --- | -- | -- | - | -- | -- | -- | --- | --------------------------- |
| 1   | Santos           | 28  | 19 | 9  | 4 | 3  | 44 | 20 | +24 | Campeão                     |
| 2   | Internacional    | 22  | 19 | 8  | 6 | 5  | 26 | 20 | +6  | Quadrangular Final          |
| 3   | Vasco da Gama    | 22  | 19 | 10 | 2 | 7  | 31 | 29 | +2  | Quadrangular Final          |
| 4   | Palmeiras        | 26  | 19 | 10 | 6 | 3  | 27 | 15 | +12 | Quadrangular Final          |
| 5   | Corinthians      | 20  | 16 | 10 | 0 | 6  | 23 | 20 | +3  | Eliminados na Primeira Fase |
| 6   | Grêmio           | 19  | 16 | 6  | 7 | 3  | 17 | 11 | +6  | Eliminados na Primeira Fase |
| 7   | Atlético Mineiro | 19  | 16 | 7  | 5 | 4  | 18 | 15 | +3  | Eliminados na Primeira Fase |
| 8   | Cruzeiro         | 17  | 16 | 6  | 5 | 5  | 22 | 18 | +4  | Eliminados na Primeira Fase |
| 9   | Atlético-PR      | 17  | 16 | 6  | 5 | 5  | 28 | 25 | +3  | Eliminados na Primeira Fase |
| 10  | São Paulo        | 14  | 16 | 4  | 6 | 6  | 23 | 24 | -1  | Eliminados na Primeira Fase |
| 11  | Bangu            | 14  | 16 | 3  | 8 | 5  | 12 | 17 | -5  | Eliminados na Primeira Fase |
| 12  | Fluminense       | 13  | 16 | 6  | 1 | 9  | 19 | 23 | -4  | Eliminados na Primeira Fase |
| 13  | Botafogo         | 13  | 16 | 4  | 5 | 7  | 17 | 22 | -5  | Eliminados na Primeira Fase |
| 14  | Portuguesa       | 11  | 16 | 3  | 5 | 8  | 18 | 29 | -11 | Eliminados na Primeira Fase |
| 15  | Flamengo         | 11  | 16 | 2  | 7 | 7  | 10 | 21 | -11 | Eliminados na Primeira Fase |
| 16  | Bahia            | 10  | 16 | 4  | 2 | 10 | 14 | 27 | -13 | Eliminados na Primeira Fase |
| 17  | Náutico          | 8   | 16 | 2  | 4 | 10 | 12 | 25 | -13 | Eliminados na Primeira Fase |

## Principais artilheiros
1. Toninho Guerreiro (Santos): 15 gols.[11]
2. Pelé (Santos): 12 gols.
3. Artime (Palmeiras) e Valfrido (Vasco): 11 gols.

## Maiores públicos
- Acima de 50.000 presentes, os demais que não constem listados os públicos pagantes e presentes, a referência é aos pagantes.[carece de fontes?]

1. Atlético-MG 0 a 1 Cruzeiro, 87 360, Mineirão, 27 de outubro de 1968.
2. Flamengo 3 a 1 Vasco, 79 894, Maracanã, 30 de novembro de 1968.
3. Flamengo 0 a 2 Santos, 78 022, Maracanã, 15 de setembro de 1968 (59 956 pagantes).
4. Vasco 3 a 2 Santos, 62 145, Maracanã, 29 de setembro de 1968 (49 394 pagantes).
5. Atlético-MG 2 a 2 Santos, 61 546, Mineirão, 24 de novembro de 1968.
6. Internacional 1 a 3 Santos, 57 390, Olímpico, 23 de outubro de 1968. (*)
7. Vasco 1 a 2 Santos, 54 994, Maracanã, 10 de dezembro de 1968.
8. Corinthians 1 a 2 Santos, 54 676, Morumbi, 6 de outubro de 1968 (46 347 pagantes).
9. Vasco 1 a 3 Palmeiras, 54 252, Maracanã, 20 de outubro de 1968 (42 273 pagantes).
10. Vasco 2 a 1 Botafogo, 52 241, Maracanã, 5 de outubro de 1968 (41 041 pagantes).
11. Cruzeiro 3 a 1 Corinthians, 52 069, Mineirão, 9 de outubro de 1968.

(*) O Estádio Beira Rio ainda estava em construção.